# Алистрат
 Тази статия е за селото в Сярско, Гърция,.  За бившето село в Охридско, Северна Македония, вижте Алистрати (Охридско).  
Алистра̀т или Алистра̀тик (на гръцки: Αλιστράτη, Алистрати) е село в Република Гърция, дем Зиляхово (Неа Зихни), област Централна Македония.

## География
Селото е разположено в историко-географската област Зъхна, в югоизточното подножие на планината Сминица (Меникио), в хълмиста местност, близо до река Драматица (Ангитис). От град Сяр (Серес) е отдалечено на 45 километра в югоизточна посока, а от Драма отстои на 20 километра югозападно.
В местността Петрото на 6 километра югоизточно от селото се намира известната Алистратска пещера. Южно от пещерата и селото е разположен величественият пролом Ташлъка (гръцки Враус) на река Драматица. Пещерата и проломът са туристическа дестинация.
На 2 километра от селото се намира Алистратският манастир „Света Неделя“.

## История

### Етимология
Според Йордан Н. Иванов името е побългарена форма от гръцкото Αρχιστράτηγος (Михаил) – името на старата селска църква. Жителското име е алистра̀ченин, алистра̀ченка, алистра̀чене.

### В Османската империя
В османски данъчни регистри на немюсюлманското население от вилаета Зъхна от 1659-1660 година е отбелязано, че Ахистрат, заедно с неустановеното днес село Брестани наброява 335 джизие ханета (домакинства).
През XIX век Алистрат е едно от най-големите и развити в стопанско отношение села в Зъхненската каза на Серския санджак с облик на паланка. В 1825 година седалището на Драмската митрополия се мести от предимно турския град Драма в Алистрат. Местното училище, основано на 8 февруари 1841 година, приема името Централно гръцко училище и репутацията му е така висока, че патриарх Герман IV изпраща монасите от манастира „Богородица Икосифиниса“ да учат там, а митрополит Атанасий III Драмски нарежда на манастира в 1843 година да плаща годишна издръжка на училището. Училището се управлява от епитропи, начело с драмския митрополит. Първият му директор е Димитриос Калавакидис от Мелник. Известни учители са Йоанис Харидимос, преподавал до 1848 година, Христофорос Продромски, богослов, от 1849 до 1859 година, станал по-късно игумен на Серския манастир, Астериос Гусиас в 1904 година, Харилаос Папандониу в 1906 година, Диодор Карадзис, станал по-късно митрополит в Сятища и много други. Училището е подпомагано финансово от алистраченина Томас Евангелу, който се занимава с търговия в Сърбия и умира в Белград. В училището се учи граматика, логика, метафизика, аритметика, география, етика, катехизис, свещена история, реторика, поезия, немски и италиански.
| Учители в Алистрат в края на османската власт | Учители в Алистрат в края на османската власт | Учители в Алистрат в края на османската власт                   |
| Име                                           | Име                                           | Бележка                                                         |
| --------------------------------------------- | --------------------------------------------- | --------------------------------------------------------------- |
| Димитриос Калавакидис                         | Δημήτριος Καλαβακίδης                         | главен учител от 1841 г.                                        |
| Йоанис Харидиму                               | Ιωάννης Χαρίδημου                             | главен учител от 1848 г.                                        |
| Клеовулос                                     | Κλεόβουλος                                    | учител от 1848 г.                                               |
| Милтиадис Скордас                             | Μιλτιάδης Σκόρδας                             | учител и секретар на революционния комитет „Аминас“ в паланката |
| Софоклис Карадзис                             | Σοφοκλής Καρατζής                             | от Трилия, учител от 1848 г.                                    |
| Христофорос Продромитис                       | Χριστόφορος Προδομίτης                        | учител от 1848 г.                                               |
| Христодулос                                   | Χριστόδουλος                                  | учител от 1848 г.                                               |

Гръцка статистика от 1866 година показва Алистрат като село с 3650 жители от които 750 гърци, 100 турци и 2500 православни българи.
Александър Синве („Les Grecs de l’Empire Ottoman. Etude Statistique et Ethnographique“), който се основава на гръцки данни, в 1878 година пише, че в Алистрати (Alistrati) живеят 2640 гърци. В „Етнография на вилаетите Адрианопол, Монастир и Салоника“, издадена в Константинопол в 1878 година и отразяваща статистиката на населението от 1873, Алистрат (Alistrate) е посочено като село с 600 домакинства с 270 жители мюсюлмани, 1450 българи и 260 власи. В 1889 година Стефан Веркович („Топографическо-этнографическій очеркъ Македоніи“) отбелязва Алистрат като градец с 219 български и 68 турски къщи.
В 1891 година Георги Стрезов пише:
| „ | Алистратик, паланка на СИ от Зиляхово 3 часа. Разположена е на неравно място между хълмове и долища. Има доста голяма чаршия; става пазар в петък. Освен занаятите жителите обработват памук и грозде. Тук е седалището на драмския владика. Има две стари гръцки училища и църква. Около 500 къщи; 1000 д. турци, 1250 българе и 250 власи, които говорят влашки. | “ |

В 1877 година в Алистрат е основан силогосът „Амфиполи“, а по-късно и „Драматико Омило“. Първите гръцки въоръжени действия в района са още от 1903 година на Антониос Цитурас с помощник серчанина Атанасиос Танос. По-късно в района действа основно капитан Дукас Дукас. Гръцкият консул в Сяр Антониос Сахтурис назначава като директор на гръцкото училище в Алистрат капитан Димитриос Вардис, с когото организират действията на гръцките чети в Източна Македония.
В края на XIX век през селото минава Васил Кънчов, който пише:
| „ | Алистратик е голямо село на билото на бърчината, като стига до Куманица и постоянно се снишава. То лежи нан големия път Драма - Сяр. Един час път от него е Ташлъка, дето съединените води на Драмското поле си пробиват път за Тахино. Тук се прокарва железницата. Има около 600 къщи - 550 български, 50 турски. Между българските около 30 влашки и 1 гръцка. Селото е хубаво разположено по една долина, която тука се начева и отива към Ташлъка. Къщите са като просоченските. Има 4-5 големи ханове - 3 на банскалии, отдавна заселили се. Има чаршийка - малка и тесна. Два шадравана, сенчати кавенета, една църква, една джамия и едно гръцко училище с 2 учители и 3 учителки. Селяните се поминават със земеделие. Отглеждат тютюн, памук, сусам, жито, кукуруз. Голямо влияние има къщата на Папаз Опиевци - чисто гърци. Има лозя с хубаво грозде. По целия бряг стават добри лозя и прекрасно вино. Край селото калдъръм. - 1,40 m. До брега на реката има стар мост. | “ |

Към 1900 година според статистиката на Кънчов („Македония. Етнография и статистика“) в Алистратик живеят 4415 души, от които 3600 българи, 500 турци, 15 гърци и 400 власи. Куцовласите са нови пришълци, дошли в селото след Гръцкото въстание в 1821 година.
По данни на секретаря на Българската екзархия Димитър Мишев („La Macédoine et sa Population Chrétienne“) през 1905 година в селото има 5200 българи патриаршисти, 75 гърци и 240 власи. Според Мария Хадзикалу в Алистрат „има и много българи, които са заплаха за гърците“.
На 10 октомври 1906 година тридесет български четници от околните села, начело с Михаил Даев и други трима войводи, нападат от три страни Алистрат и убиват 15 турски войници в казармата им. Срещат съпротива от училището от гръцка милиция, начело с учителя лекар Василиос Кафтандзис и при пристигането на зъхненския каймакамин с войска, се оттеглят.
През Балканската война селото е освободено от български военни части.

### В Гърция
През Междусъюзническата война от 1913 година селото е частично опожарено от гръцката армия. Пострадват българските екзархийски къщи и семейства в Алистрат. Селото е нападнато на 30 юни от гръцки андарти, а на 1 юли в него влизат и гръцки военни. Избити са и патриаршистки семейства, което гръцката държава прави опит да се представи като клане, извършено от българската армия. След войната селото остава в пределите на Гърция. През март 1918 година то има 1970 жители.
Подложено на терор от гърците след края на Първата световна война през 1918 – 1919 година и в 1925 – 1926 година голяма част от българските жители на Алистрат се изселват в България. Последната голяма група българи е изгонена от селото през 1944 година. Най-много наследници на бежанци от Алистрат днес живеят в Гоце Делчев, Сандански, Пловдив, Асеновград, Пазарджик и други. Част от българите гъркомани остават в Алистрат.
На мястото на изселилите се българи са заселени гърци бежанци от Турция. Според преброяването от 1928 година Алистрат е смесено българо-бежанско село с 242 бежански семейства с 978 души.
| Име        | Име            | Ново име      | Ново име       | Описание |
| ---------- | -------------- | ------------- | -------------- | --- |
| Орта баир  | Όρτά Μπαΐρι    | Месолофос     | Μεσόλοφος      | възвишение в Сминица на СЗ от Алистрат                                                                                      |
| Багрема    | Μπαγρέμι       | Вамени Корифи | Βαμμένη Κορυφή | заоблена височинка и ниви на И от Алистрат; от багрѐм, багрѐн, „акация с лилави цветове“, от корен багра, крайното а е член |
| Пороя      | Πορόγια        | Кафатигион    | Καταφύγιον     | поройно дере на И от Алистрат                                                                                               |
| Дерин      | Ντερίν         | Ватирема      | Βαθύρεμα       | река на З от Алистрат; от турското derin, „дълбок“                                                                          |
| Батаци     | Μπατάκια       | Ласпес        | Λάσπες         | местност на Ю от Алистрат                                                                                                   |
| Чувал река | Τσαβαρντέκα    | Милометра     | Μυλόπετρα      | река на С от Алистрат (Куру чай)                                                                                            |
| Позен      | Πόζεν          | Кремасто      | Κρεμαστό       | възвишение на ЮИ от Алистрат (274 m)                                                                                        |
| Буюк баир  | Μπουγούκ Μπαΐρ | Мегас Лофос   | Μέγας Λόφος    | възвишение на ЮИ от Алистрат                                                                                                |
| Ташлък     | Τασλίκι        | Петротопос    | Πετρότοπος     | възвишение на Ю от Алистрат (193 m)                                                                                         |

## Личности
Гъркоманската паланка дава няколко дейци на гръцката въоръжена пропаганда в Македония в началото на XX век: Георги Кутлев, Константин Цимбов и други. Никола Николиев (? – 1904), пък е български революционер, серски войвода на ВМОРО. Тома Ванджел (1836 - 1906) е сръбски търговец и благотворител. Виден алистратчанин е Николаос Цимбас (1904 - 1978), лекар и политик, депутат.